# Koloničové z Kologradu
Koloničové z Kologradu (chorvatsky Kolonići/Kollonić, maďarsky Kollonics, německy Kollonitz nebo Kolonitsch von Kollograd. Existují ještě další podoby Kollonich, Kollonits, apod.) je chorvatský šlechtický rod, který se později také rozvětvil do Rakouska a Uherska. Jméno rodu je odvozeno od obce Kolunić v dnešní Bosně a Hercegovině, přibližne 20 km od chorvatské hranice.

## Dějiny rodu
Rod Koloničů von Kollograd vlastnil léna již ve 13. století. Po nucené migraci kvůli tureckým nájezdům se rodina přestěhovala nejprve do Štýrska a v 15. století dále do vnitřního Rakouska.
Jako první nositel rodového jména je uváděn Tomáš Kolonić, který žil ve 14. století a Baltazar Adam Krčelić jej zmiňuje ve svém pojednání Notitia de Regnis Dalmatiae, Croatiae jako Thomas de Kológrad, dictus Kolloniche, jenž pobýval v Chorvatsku za vlády Štěpána Dabiši Bosenského. Jako první z rodu přijal příjmení Kollonich a poté Kollonitz, ostatní členové rodu v minulosti užívalo pouze jméno Kollograd. Příjmení Kollonitz patřilo korutanskému rodu, příbuzného s rodem Ollogradů, jehož příjmení přijali po jejich vymření.
Hlavní linie rodu má počátek kolem roku 1400 v osobě Mikuláše Koloniće z Kollogradu (Nicolaus Kollonics von Kollograd), pravděpodobně syna Tomáše, ženatého s Marií Kružićovou z Lupoglavy. Jeho vnuk Jiří († 1509) nechal postavit zámek Schleinitz. Seyfried (Siegfried) von Kollonitz († 17. listopadu 1555), syn Jiřího a jeho druhý sňatek s Barborou z Rottalu, byl doktorem utroque iure a vyznamenal se v roce 1529 během prvního obléhání Vídně. Byl pochválen císařem Karlem V. a následně se stal prvním komorníkem a tento úřad zastával také za císaře Ferdinanda I., celkem po 40 let a předsedal Dolnorakouskému zemskému sněmu. Byl ženatý s Johannou z Orschonu.
Za panování Rudolfa II. byl 1. září 1588 rod Koloničů povýšen do šlechtického stavu s titulem říšských svobodných pánů. V letech 1598 a 1604 získal rod uherský a v roce 1607 český inkolát a v roce 1646 získali hraběcí titul.

## Význačné osobnosti rodu
- Siegfried Ferdinand z Koloniče (1572-1624), kmotřenec císaře Maxmiliána II., císařský polní maršál a bojoval v Uhrách proti Gabrielu Báthorymu.
- Oldřich Jan z Koloniče (1606-1683), tajný rada a císařský pokladník
- Leopold Karel z Koloniče (1631-1707), kardinál a Primas Hungariae
- Zikmund z Koloniče (1677-1751), římskokatolický biskup a kardinál v Rakousku
- Adam Kolonič z Kollogradu (1651-1726), syn Oldřicha Jana z Koloniče (1606-1683), císařský polní maršál od roku 1723 a strážcem uherské koruny
- Ladislav Kolonič z Kologradu (1736-1187), katolický duchovní, biskup sedmihradský, velkovaradínský a arcibiskup kaločský
- Josef Kolonič z Kollogradu (1740-1799), generálmajor císařské armády

## Vlastnictví rodu

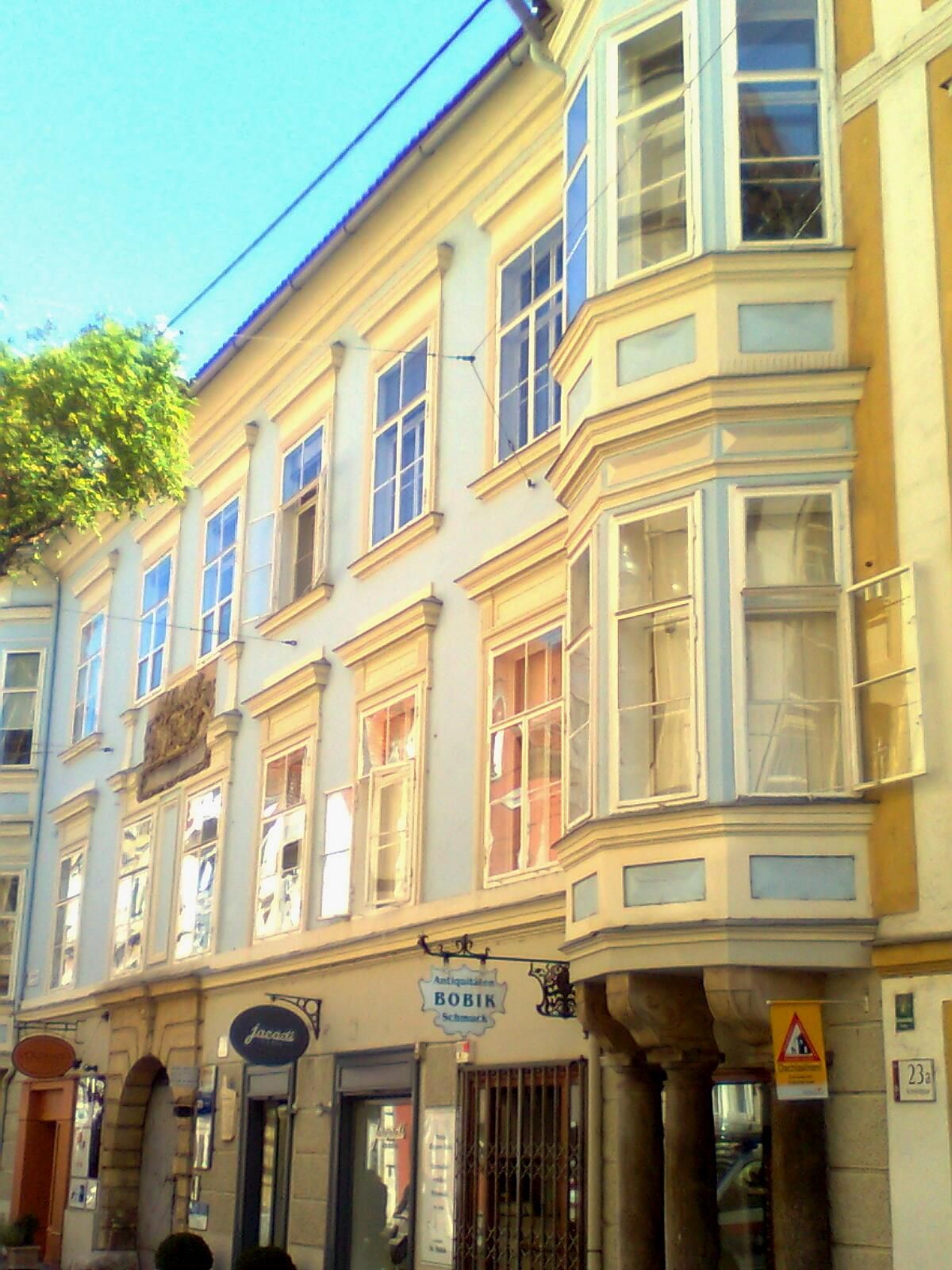
Palác Kollonitsch, Štýrský Hradec
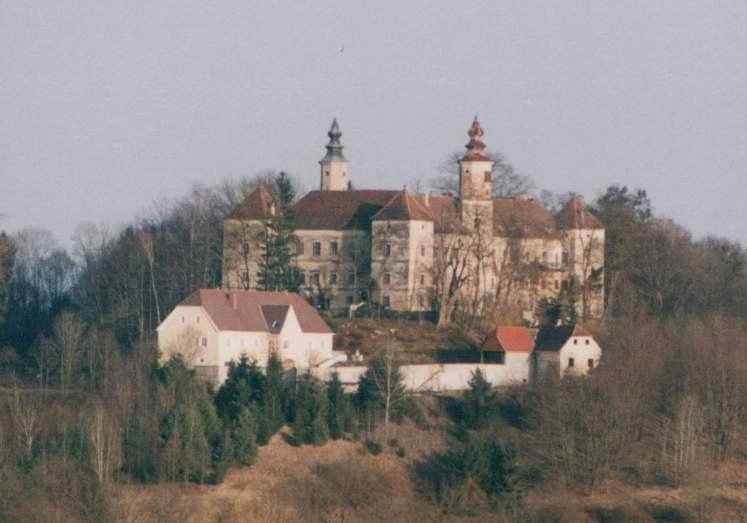
Hrad Freiberg
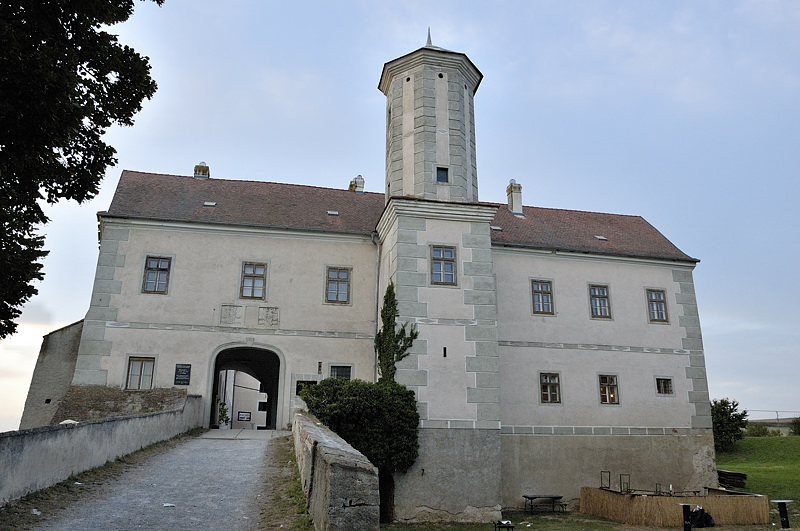
zámek v Jedenspeigenu
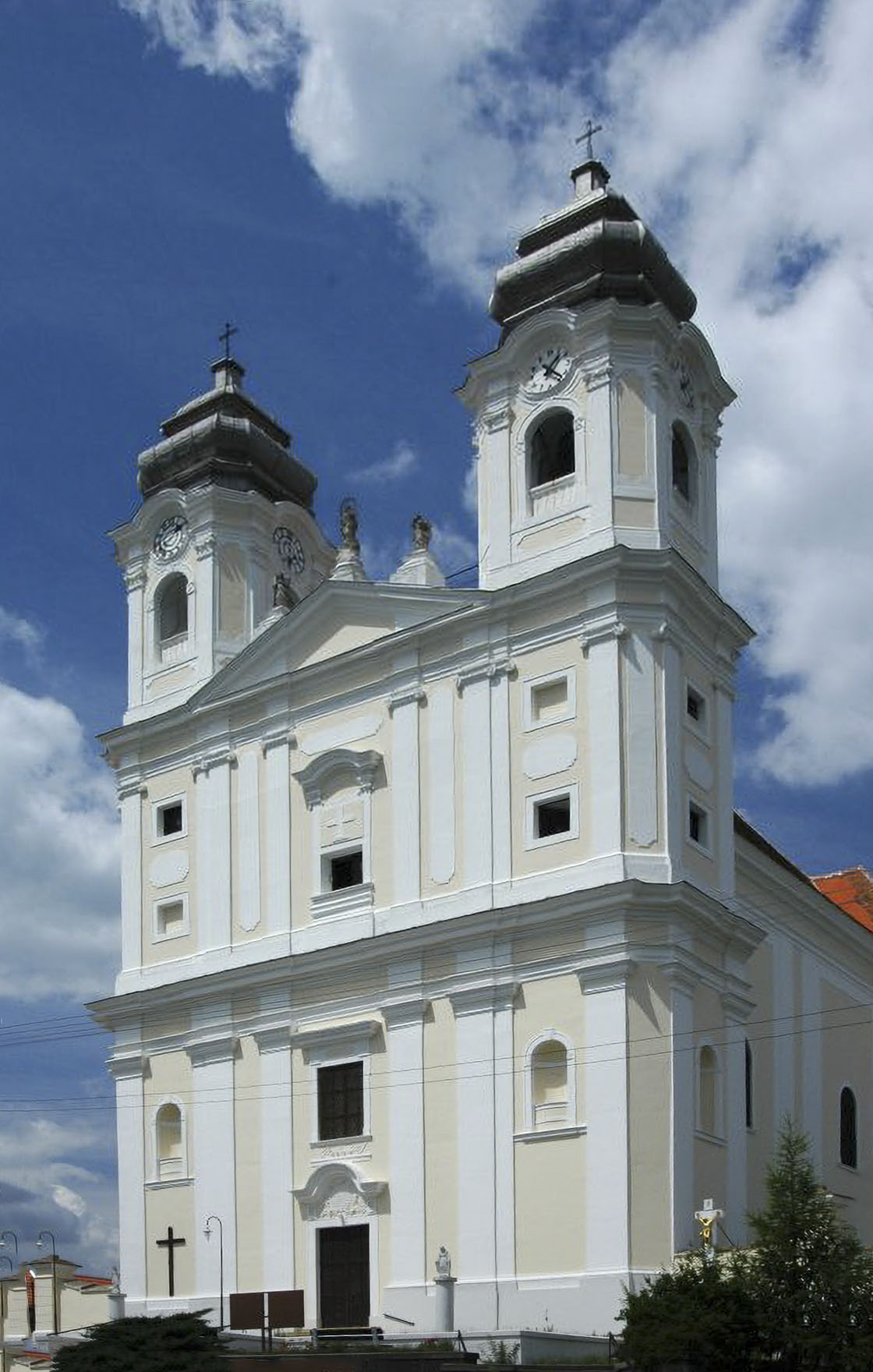
Nagylévárd/Veľké Leváre, Slovensko
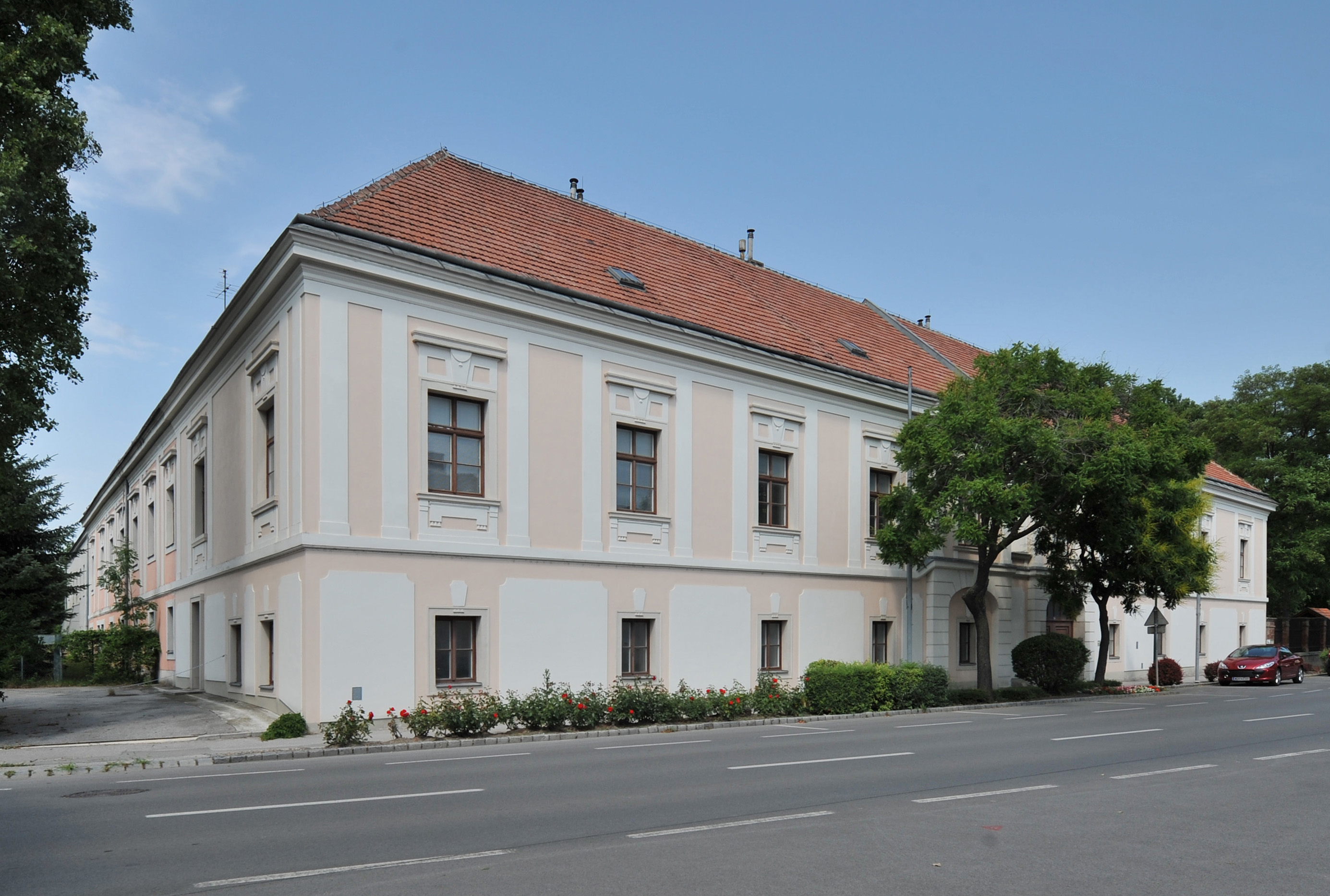
Zámek Wasenhof, Biedermannsdorf u Vídně